# 聂恒锐
聂恒锐（1903年—1989年），男，奉天（今辽宁）新民人，中国煤炭化工专家，曾任大连工学院教授。